# 寬政三美人
《寬政三美人》（日语：／），又稱《高名三美人》（日语：／）或《當時三美人》（日语：／），是日本浮世繪畫師喜多川歌麿於寬政四至五年（1792年至1793年）間創作的一幅錦繪彩色木版畫。此作採用三角構圖，描繪了當時三位知名美女的側面肖像：藝妓富本豐雛、茶屋侍女難波屋阿北與高島阿久。
喜多川歌麿是18世紀90年代浮世繪美人畫領域的代表畫師，尤以專注於頭部特寫的「大首繪」聞名。《寬政三美人》中所描繪的三位女性皆為歌麿作品中常見的模特，每位人物的形象上均有各不相同的紋樣。這些肖像雖為理想化的美人畫，但仔細觀察可發現三人面貌與表情之間存在微妙差異，展現出罕見的寫實風格，這在當時的浮世繪中實屬少見，並與鈴木春信、鳥居清長等前代畫師筆下的典型化美女形象形成對比。
此畫由版元蔦屋重三郎發行，採用多塊木版套色印製，每種顏色各用一版，背景則撒上白雲母粉末，以營造閃爍光澤的效果。據信此作品當時極受歡迎，其三角式人物佈局在1790年代也蔚然成風。畫中的三人也在歌麿與其他畫師的諸多作品中反覆登場，歌麿後來亦以相同構圖創作了數幅以三位美女為主題的畫作。

## 背景

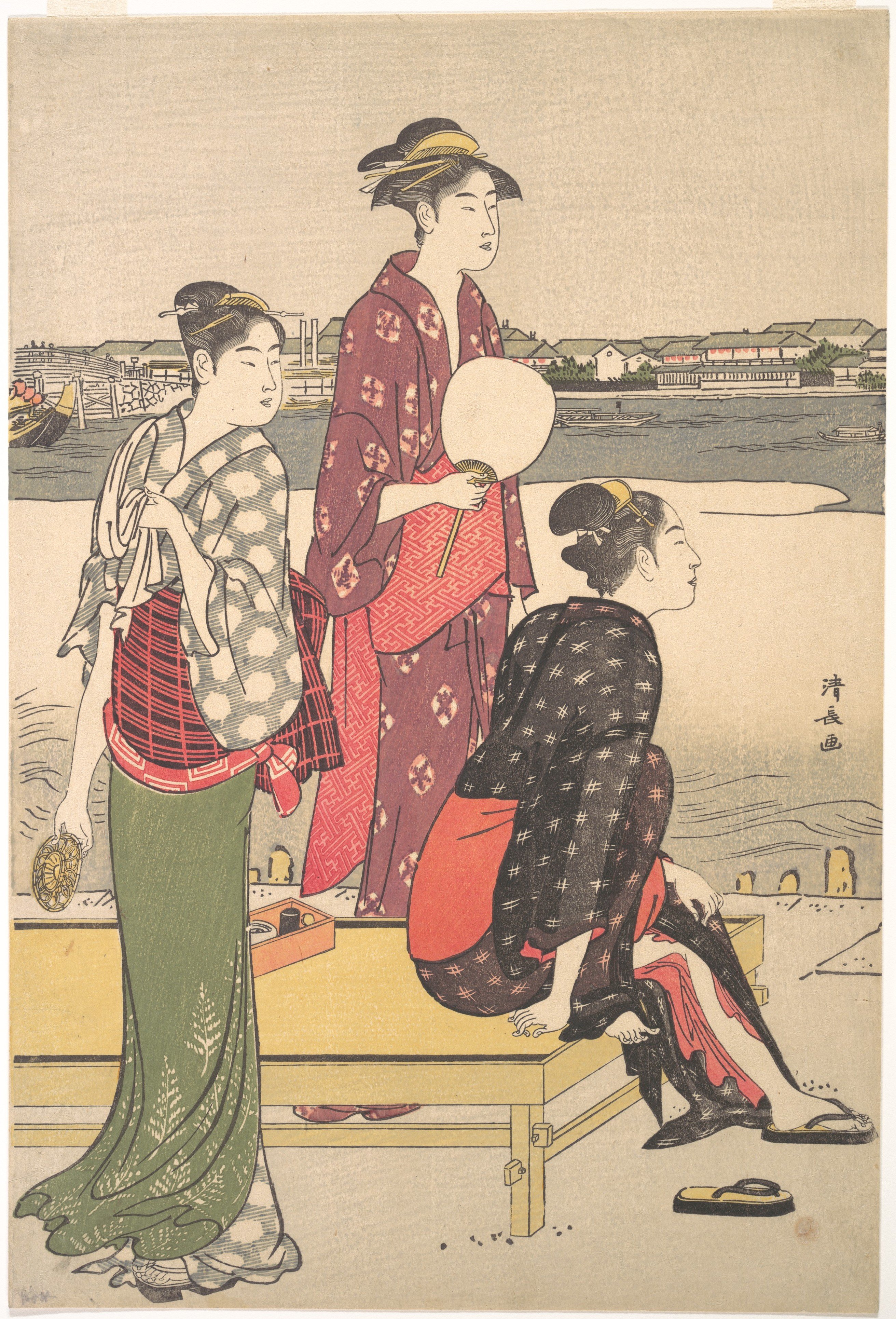
鳥居清長作品中高挑優雅的美人形象影響了喜多川歌麿的繪畫風格。
《大川端夕涼圖》（其中的半部分），18世紀晚期

浮世繪藝術在日本江戶時代（17世紀至19世紀）蓬勃發展，其主要題材為遊廓文化中的花魁、歌舞伎演員等浮世眾生。除繪畫外，木版畫也是浮世繪的重要形式之一。至18世紀中期，彩色錦繪廣為流行，這類作品需使用多塊木版，每種顏色分別刻製一版進行印刷。到了18世紀末，浮世繪的質量與產量皆達到高峰。其中一大類別是「美人畫」，多描繪花魁或藝妓在休閒時的樣貌，有時也涉及遊廓內的娛樂活動。
勝川春章於18世紀60年代首創了「大首繪」這一形式，即專注於人物頭部特寫的肖像畫。他與勝川派其他畫師，如勝川春好等，共同將大首繪普及到役者繪（即描繪演員形象的畫）領域，並在背景中灑上雲母粉末以營造閃爍效果。18世紀80年代，鳥居清長成為美人畫的代表畫師，其畫中身形修長、姿態優雅的女性形象對喜多川歌麿產生了深遠影響。歌麿師從出身狩野派的鳥山石燕，約從天明二年（1782年）前後開始為版元蔦屋重三郎工作。
寬政三年（1791年），蔦屋出版了山東京傳的三部滑稽小說（洒落本），描寫遊廓中的風流逸事。由於內容過於輕浮，幕府認定有傷風化，遂對作者處以五十日戴手鐐之刑，並罰沒了蔦屋的一半財產。然而不久之後，蔦屋的事業因新作品而轉運：歌麿開始創作首批美人大首繪，將大首繪形式成功應用於美人畫領域。這類作品大受歡迎，不僅讓蔦屋東山再起，也奠定了歌麿於1790年代的盛名。

## 內容
《寬政三美人》被認為是喜多川歌麿早期代表性的作品之一。該作品描繪了1790年代江戶（今東京）三位當代知名美女的側面肖像。與浮世繪中常見的花魁不同，歌麿所描繪的對象並非遊廓中的妓女，而是當時在江戶因美貌而聞名的年輕女性。這三位女性是歌麿畫作中經常出現的模特，亦常在畫中共同出現。畫中每位人物的形象上都有各具特色的紋樣。
畫面中央為藝妓富本豐雛（日语：／），她隸屬於吉原遊廓玉村屋，因擅長以三味線演奏富本節而聲名大噪，遂以「富本」為藝名。畫中，她與其他兩位模特都將頭髮梳成當時流行的島田髷。與身穿樸素茶屋服飾的兩位少女相比，她著裝華麗，體現了艷麗的藝妓風格。其和服袖口上可見富本節的日本櫻草紋樣。關於豐雛的出生年份，目前並無確切資料。
畫面右側為難波屋北（日语：／），亦稱「阿北」（おきた），是淺草寺附近茶屋老闆的女兒。畫中她身穿有圖案的黑色和服，手持一把印有桐紋的團扇。據傳她在此畫繪製時年僅十五歲（虛歲十六歲）。
畫面左側則為高島久（日语：／），亦稱「阿久」（おひさ），出身日本橋兩國（今東日本橋）的藥研堀地區。她是一家煎餅店的老闆高島長兵衛的長女，常在店中招呼顧客。畫中，她左肩搭著一條手巾，和服上飾有象徵其身分的三之柏家紋。據傳畫作完成時她約十六歲（虛歲十七歲），從畫中兩位茶屋少女的面貌中可略見成熟度的細微差異。

三位美人的紋樣
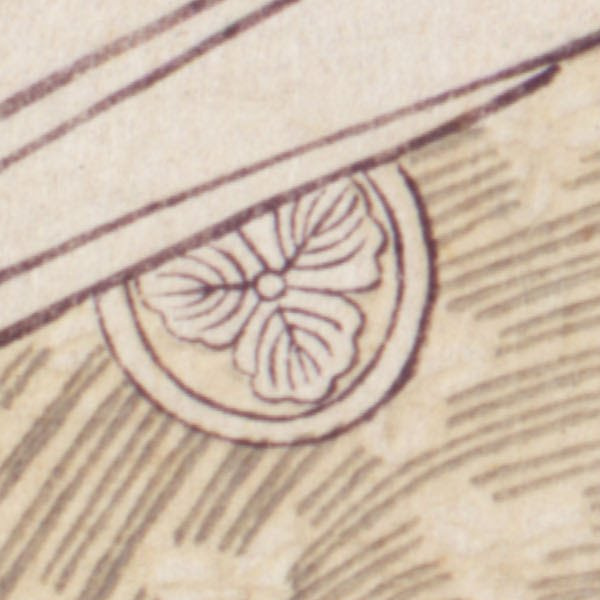
阿久的三之柏紋
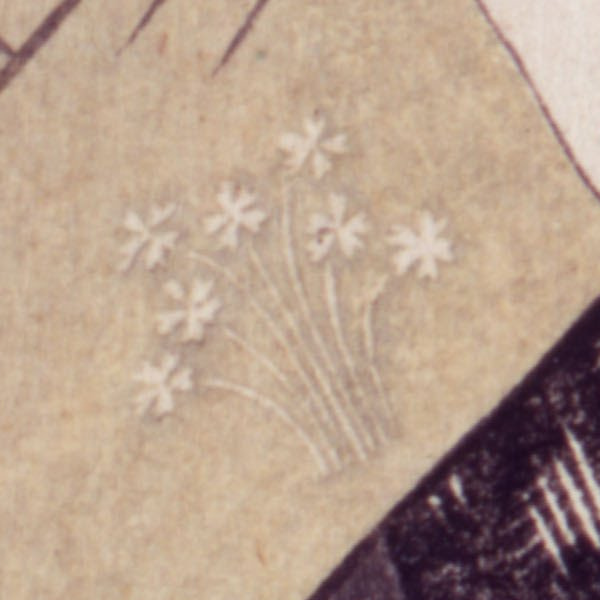
豐雛的櫻草紋
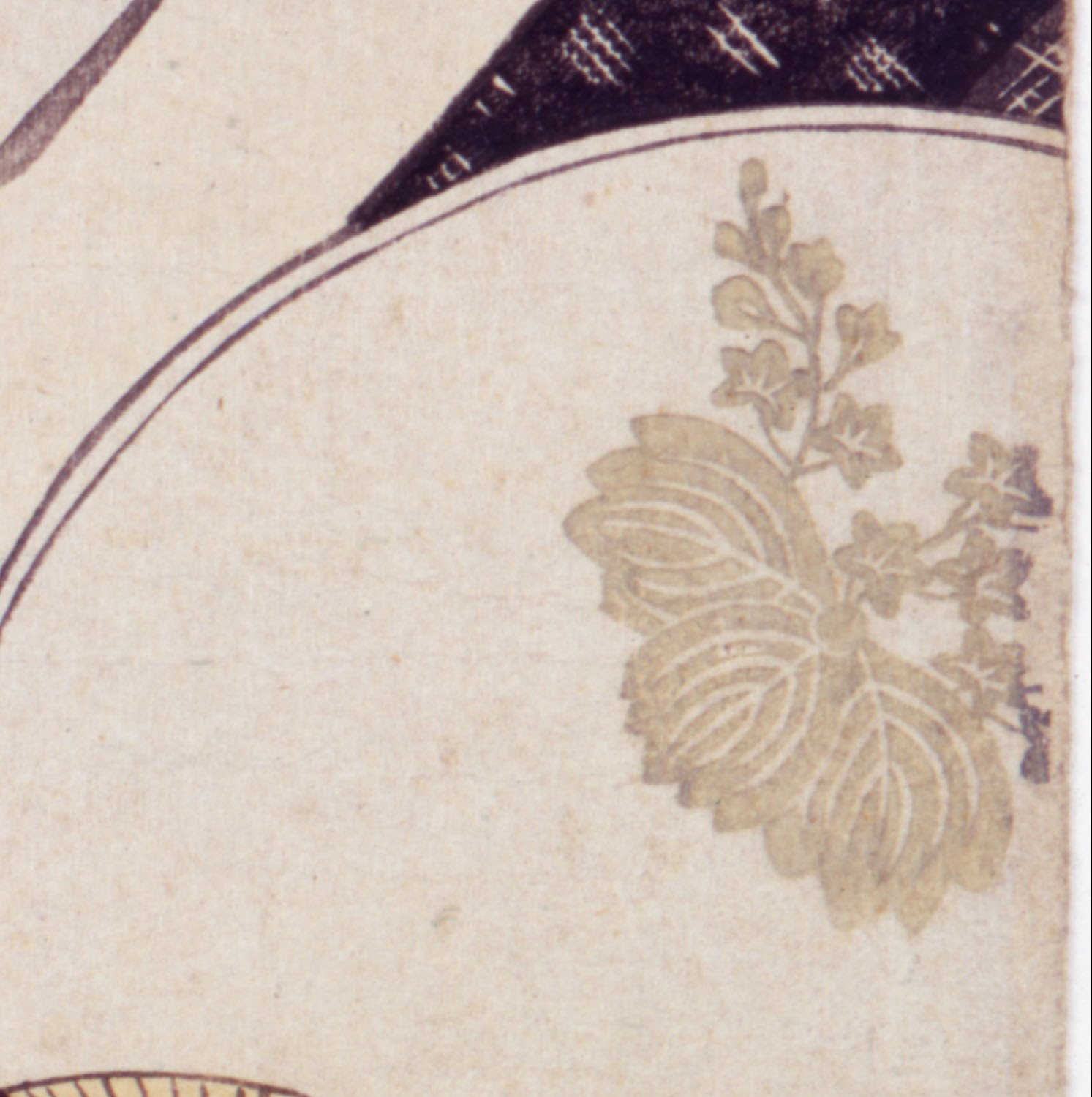
阿北的桐紋

歌麿在畫中並非完全忠實地描繪三位女性的樣貌，而是對其容貌進行了理想化的處理。對許多觀者而言，本作以及同時期的其他肖像畫中，人物面貌之間好像幾乎沒有明顯差異，甚至毫無角色特性。然而，也有觀點強調三人之間存在微妙的差異，可從嘴形、鼻梁與眼睛等細節中辨識：阿北面頰圓潤，表情純真，眼睛呈杏仁形，鼻樑高挺；阿久則展現出較為剛直而自豪的神情，鼻樑較低，眼形比阿北更圓；豐雛的五官則介於兩者之間，雙眼呈橢圓形，神情嚴肅，給人一種較為成熟且具知性氣質的印象。近藤史人認為此作具有劃時代的意義，因為歌麿之前的浮世繪畫家如鈴木春信與鳥居清長等人的作品中，人物多為臉譜化形象，極少展現這樣具有個性與表情的面孔。此外，此畫亦為浮世繪史上首次將美人畫題材從遊廓藝妓轉向市井女性。
該作品為直式大判錦繪，尺寸為37.9乘24.9（14.9乘9.8英寸），屬於多版套色的全彩浮世繪版畫，每種顏色分別用不同木版印製到和紙上。為營造閃爍效果，畫面背景灑有白雲母粉末。在浮世繪的類型中，此作屬於「美人畫」與「大首繪」，這兩種類別的融合為歌麿所首創，在他的作品中亦多有體現。
畫作中三位女性的構圖呈現三角形排列，屬於傳統構圖形式，小林忠將其與《三聖吸酸圖》相提並論。《三聖吸酸圖》描繪孔子、釋迦牟尼與老子共飲一缸醋的情形，象徵儒教、佛教與道教三家思想的統一。小林忠認為，歌麿在此作品中亦呈現出三位當紅美人間的並立與和諧。

喜多川歌麿為寬政三美人繪製的其他肖像畫
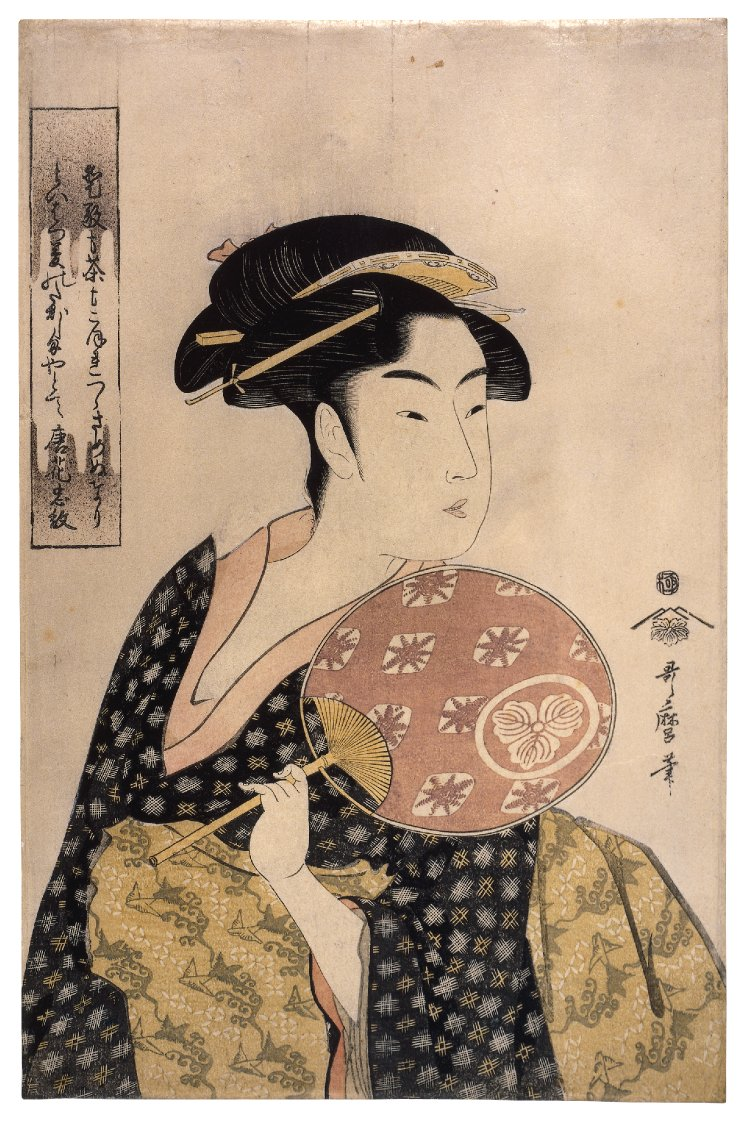
高島阿久，约1792–93
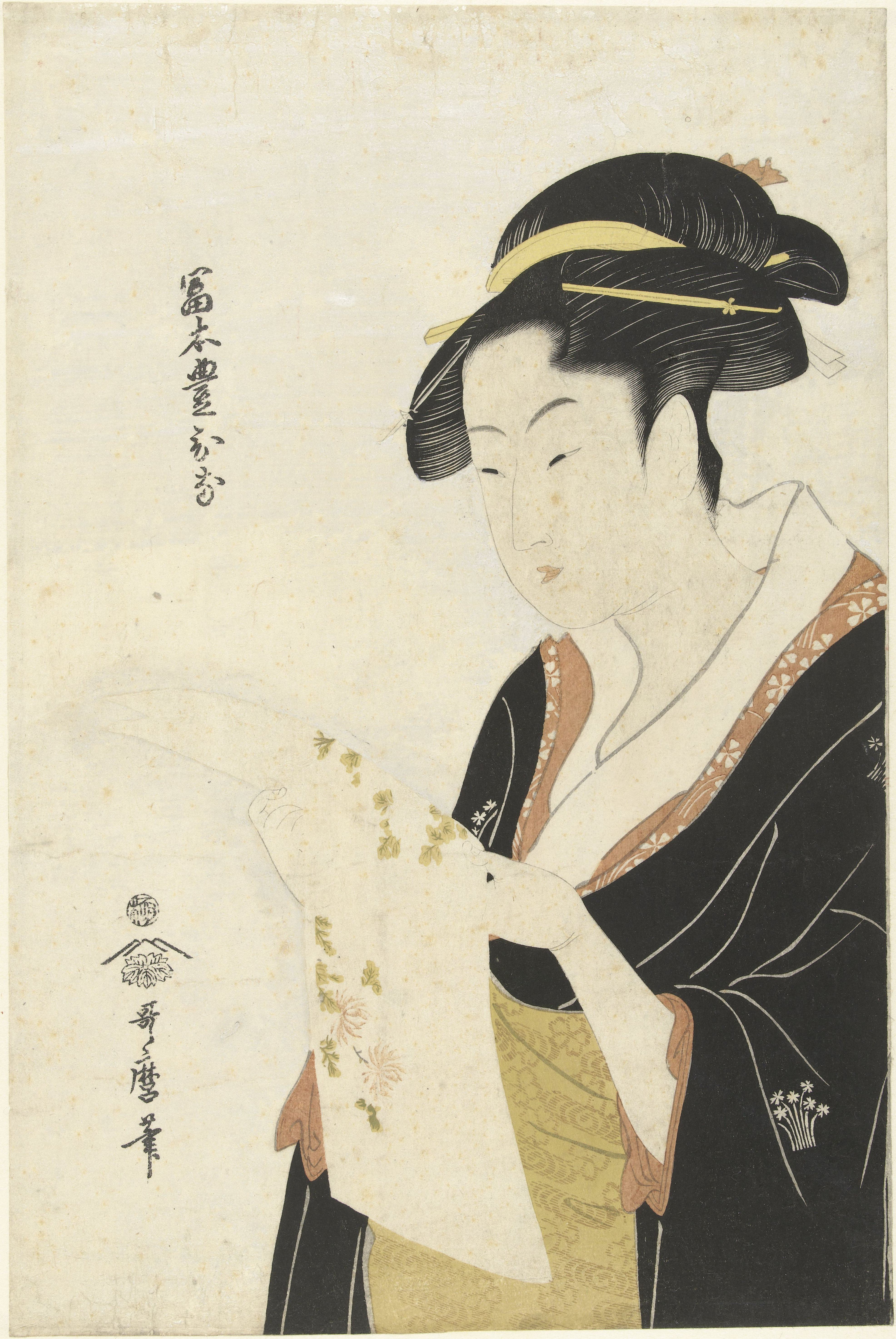
富本豐雛，约1792–1796
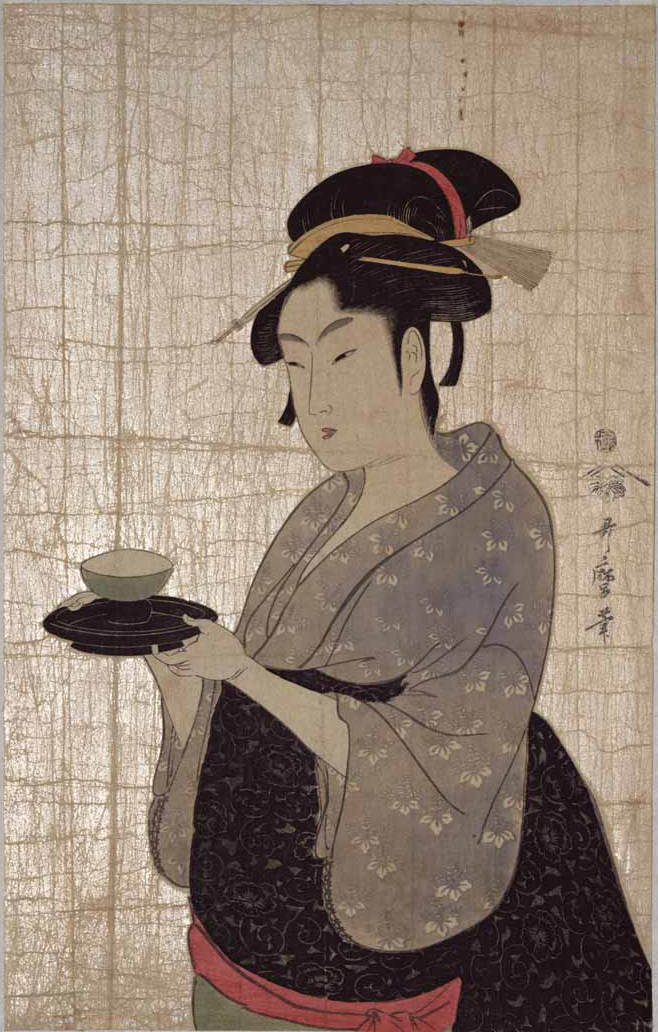
難波屋阿北，约1793

## 影響
據傳阿北在茶客中人氣甚旺，吸引眾多好奇訪客前往其父經營的茶屋，而她也因此漸生驕矜之氣，若非有人點名，便不再親自奉茶。與她相比，阿久的聲名略顯不彰，但仍相當受歡迎，甚至曾有富商欲以1500兩之資迎娶她。不過阿久的父母婉拒了這門親事，讓她繼續留在茶屋工作。歌麿在藝術創作中巧妙利用兩人之間的競爭心理，甚至以二人拔河或進行其他競賽作為繪畫主題，還將兩人出身地的神明描繪成兩人的後援：藥研堀不動院的護法神不動明王支援出身藥研堀的阿久，淺草寺的觀音菩薩則支援出身淺草的阿北。
三角形構圖的三女肖像，成為1790年代中期浮世繪中的一種時尚。一般所說的「寬政三美人」通常即指本作中的三位人物，但在少數作品中歌麿也會以菊本阿半（日语：／）取代富本豐雛。約三、四年後，歌麿再度以相同三人創作浮世繪版畫《三美人》，畫中阿久不再手持手巾，而是以左手捧著茶杯托盤；阿北則雙手持扇。吉田暎二認為這一作中的人物已失去早期作品中最具魅力的個性特徵。他對於另一幅山口屋出版的《拿著點心袋的三美人》（日语：菓子袋を持つ三美人）評價更低，這一作的構圖雖同樣採用三角形，但人物個性更趨模糊。這三位模特的高人氣，從她們時常出現在其他畫家作品中亦可見一斑，而歌麿本人亦以她們中的一人或兩人為主題創作過不少版畫。
本作由蔦屋重三郎於寬政四至五年（約1792年至1793年）間出版。蔦屋的出版商印位於畫面左側，阿久頭部上方，出版商印的上方另有一枚圓形的審閱人印。歌麿的簽名則印於畫面左下部。江戶時代浮世繪的銷量資料今已不存，本作品的銷量亦不可考。因此若要判斷其受歡迎程度，則需依賴間接線索。其中一法為比較現存不同版本的差異，例如作品越受歡迎，印製數量越多，木版的磨損就越明顯，線條與細節的失真程度也越高。此外，出版商常在後期印製中對木版進行修改，這些修改也可作為作品是否多次重印的判斷依據。《寬政三美人》的初版右上角有書籤形狀的標題框，左側標示三位美人的姓名。據信此一版本如今僅有兩件存世，分別收藏於波士頓美術館與東京的礫川浮世繪美術館。而後期版本則缺少標題或人物姓名，或兩者皆無，出版商與檢閱印的位置亦略有變動。關於這些變更的原因眾說紛紜，例如三位美人可能已遷居他地，或其人氣衰退等。根據這些線索，研究者普遍認為，此作對歌麿與蔦屋而言，都是一部極具人氣的成功之作。

喜多川歌麿所作的三美人群像
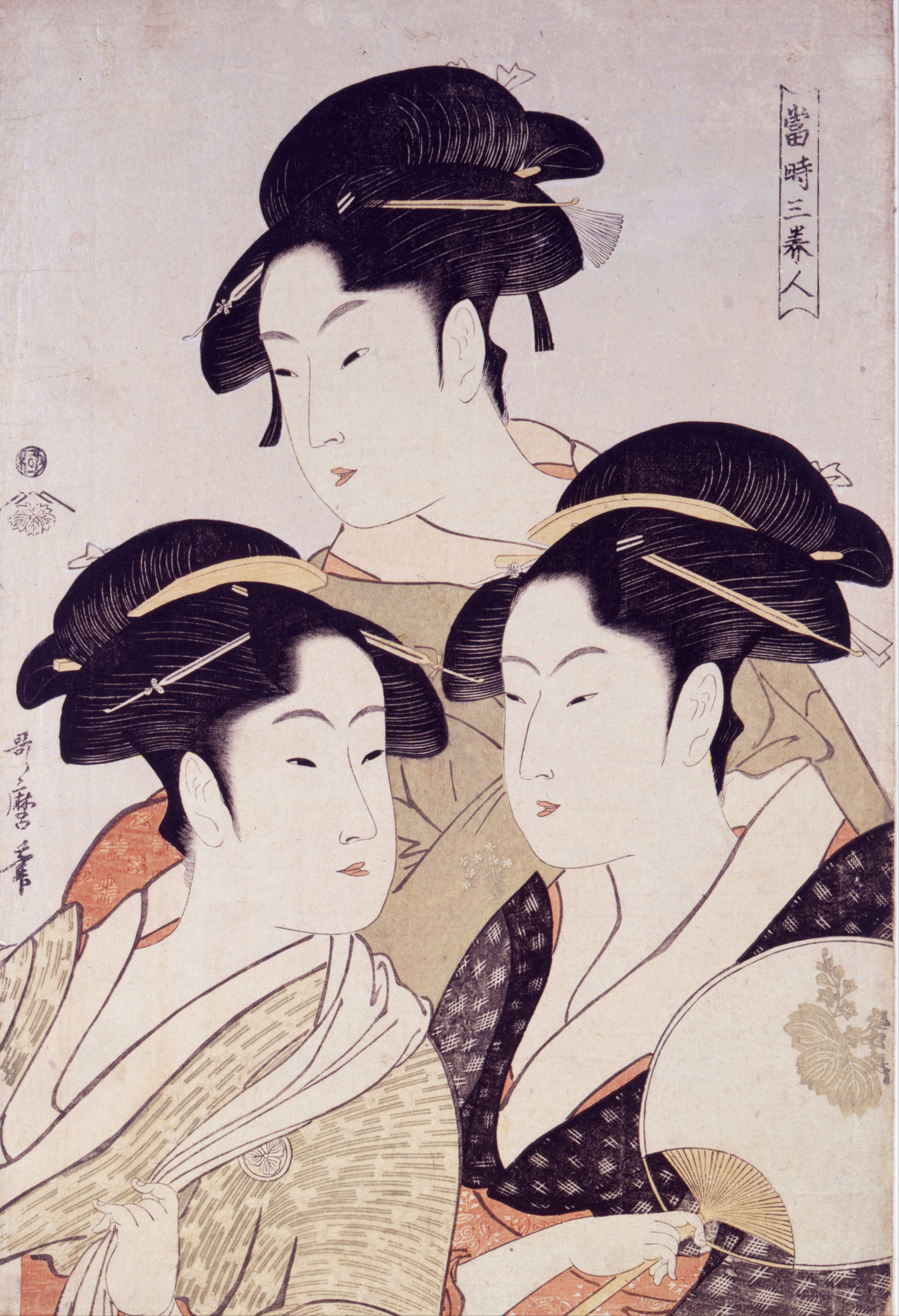
藏於托雷多藝術博物館的本作較晚版本，該版中沒有三美人的姓名
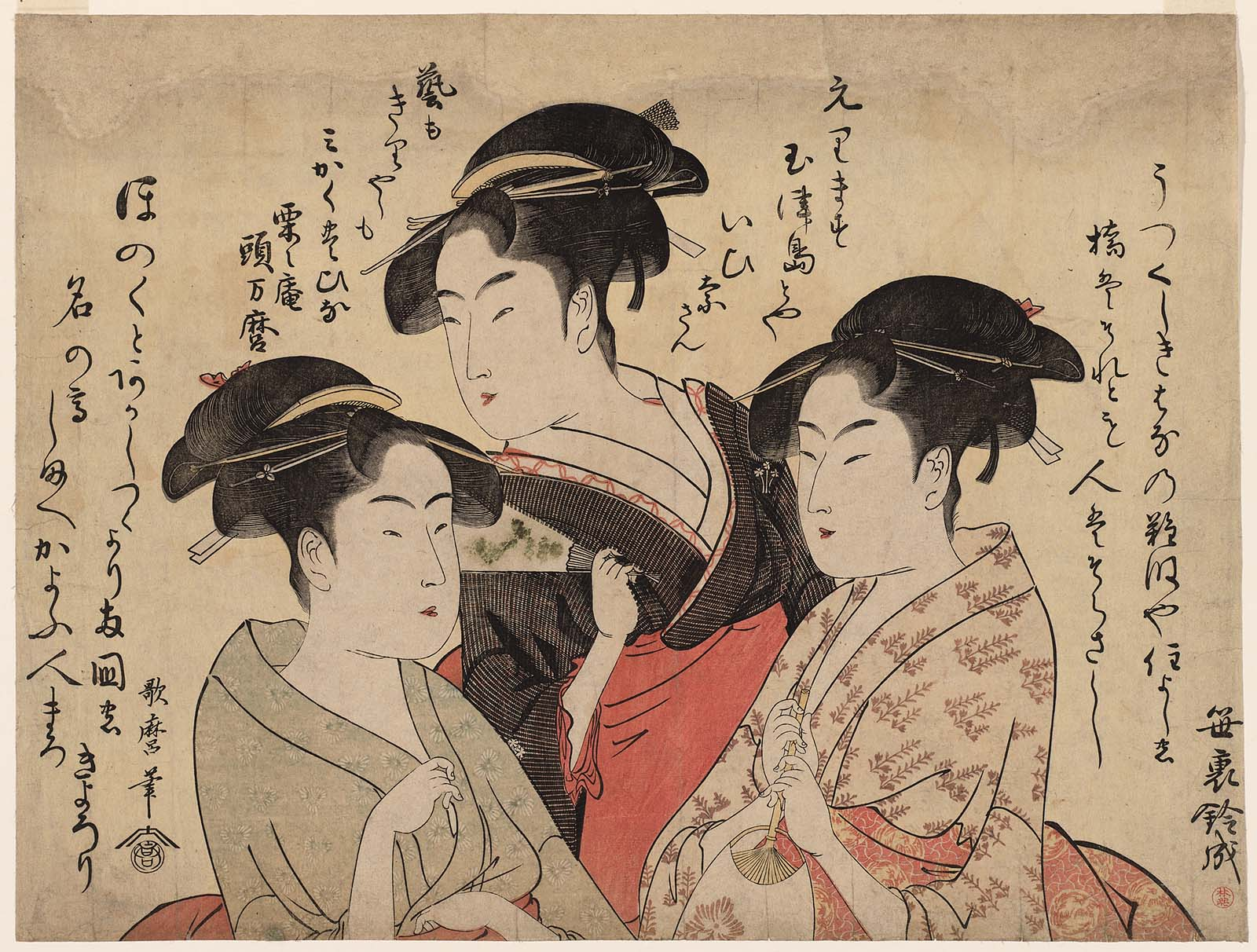
《三美人》，约1792–93年
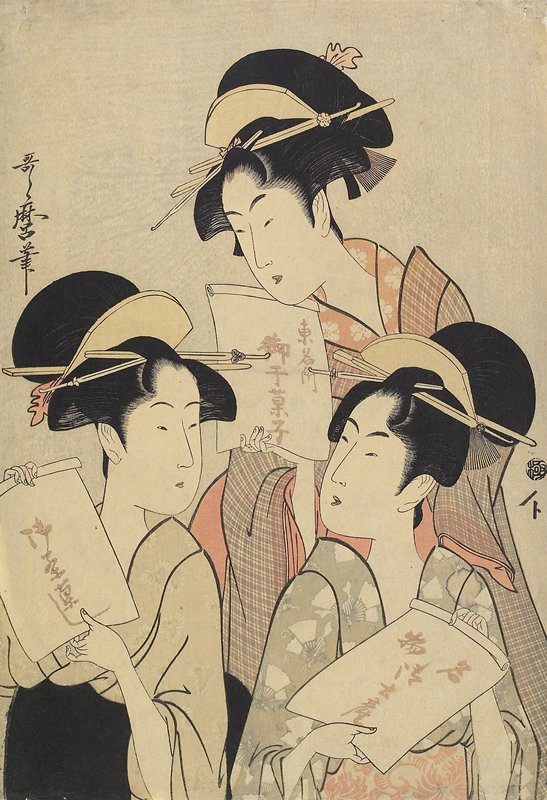
《拿著點心袋的三美人》，1790年代晚期

## 引用
1. ↑  Fitzhugh 1979，第27頁.
2. ↑  Kobayashi 1997，第80–83頁.
3. ↑  Kobayashi 1997，第91頁.
4. ↑  Harris 2011，第60頁.
5. ↑  Kondō 1956，第14頁.
6. ↑  後藤茂樹 1975，第81頁.
7. ↑  Lane 1962，第220頁.
8. ↑  Davis 2004，第122頁.
9. ↑  後藤茂樹 1975，第80–81頁.
10. ↑  Kobayashi 1997，第87–88頁.
11. 1 2  吉田暎二 1972，第240頁.
12. 1 2 3 4 5 6 7 8  松井英男 2012，第62頁.
13. ↑  近藤史人 2009，第131頁.
14. 1 2 3 4 5 6 7 8 9  日本浮世繪協會 1980，第96頁.
15. 1 2  小林忠 2006，第13頁.
16. ↑  安村敏信 2013，第66頁; 日本浮世繪協會 1980，第96頁.
17. 1 2 3  後藤茂樹 1975，第119頁.
18. ↑  小林忠 2006，第15頁.
19. 1 2 3 4 5 6  近藤史人 2009，第132頁.
20. 1 2 3 4 5  安村敏信 2013，第66頁.
21. ↑  近藤史人 2009，第131頁; 小林忠 & 大久保純一 1994，第35頁.
22. 1 2 3 4 5  Hickman 1978，第76頁.
23. ↑  近藤史人 2009，第132–133頁.
24. ↑  近藤史人 2009，第133頁.
25. 1 2  Nichigai Associates 1993，第210頁.
26. ↑  近藤史人 2009，第135–137頁.
27. ↑  近藤史人 2009，第136頁.
28. ↑  近藤史人 2009，第133–134頁.
29. ↑  近藤史人 2009，第134頁.